# Nível dinâmico
Em Hidráulica, o nível dinâmico é a distância entre a boca de um poço e o nível da água quando está em bombeamento.